# Roberto Curilovic
Roberto Curilovic (1948) è un aviatore argentino.
Con il grado di capitano di corvetta (capitán de corbeta) dell'Aviación Naval della Armada de la República Argentina, Roberto Curilovic, ufficiale pilota argentino di discendenza croata, si distinse in azione durante la guerra delle Falkland nel 1982.
Al comando di un aereo di produzione francese Dassault Super Étendard, guidò la missione di guerra del 25 maggio 1982 contro la squadra navale britannica al largo delle isole Falkland, riuscendo a colpire e affondare con un missile Exocet la nave portacontainer Atlantic Conveyor, che per le esigenze belliche era stata attrezzata dalla Royal Navy come trasporto elicotteri.

## Biografia

### Gli inizi nell'aviazione navale
Dopo aver frequentato la Escuela Naval Militar, di cui completò i corsi di addestramento nel 1969 volando sui North American T-28 Trojan iniziò il servizio effettivo come ufficiale nell'aviazione navale della marina argentina.
Nel settembre 1980 venne inviato insieme ad altri otto piloti e alcune decine di tecnici appartenenti alla 2da Escuadrilla Aeronaval de Caza y Ataque alla base navale francese di Rochefort dove rimasero per tre mesi. Il comandante del nucleo di piloti argentini in Francia era il capitano di corvetta Jorge Colombo della Aviación Naval, mentre il vice comandante era il capitano di corvetta Augusto Bedacarratz che s'incaricò in particolare, insieme al tenente di fregata Armando Mayora, nell'impiego operativo dei missili anti-nave Exocet.
Da Rochefort i piloti argentini, compreso Curilovic, furono trasferiti alla base aeronavale di Landivisiau in Finistère, nord-ovest della Francia, dove vennero addestrati a volare sul Dassault-Breguet Super Étendard, effettuando fino a 50 ore di volo ciascuno; vennero anche svolti programmi di addestramento con gli Exocet. Nel luglio 1981 l'unità di piloti argentini ritornò in patria, assegnata alla Base Aeronaval Comandante Espora. L'Argentina aveva ordinato quattordici aerei da caccia e attacco Super Étendard, e i primi cinque furono consegnati nel dicembre 1981; la marina argentina aveva anche presentato fin dal 1979 un ordine per quattordici missili Exocet.

### La guerra delle Falkland

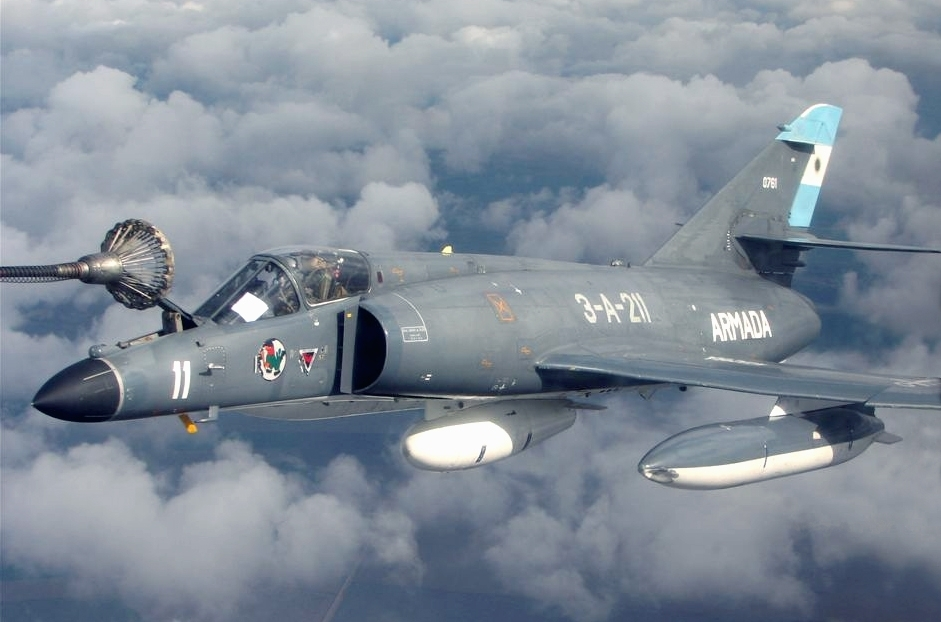
Rifornimento in volo di un Super Étendard argentino appartenente alla 2da Escuadrilla Aeronaval de Caza y Ataque dell'Aviación Naval

Il 2 aprile 1982 l'Argentina invase di sorpresa le isole Falkland provocando la reazione militare della Gran Bretagna che inviò nell'Atlantico meridionale una imponente squadra navale incaricata di riconquistare le isole.
Al momento dell'inizio della guerra la marina argentina non aveva ancora ricevuto l'aiuto di una squadra tecnica francese per immettere in stato operativo i missili Exocet; a causa dell'embargo dichiarato dalla Francia nei confronti dell'Argentina il programma tecnico venne immediatamente sospeso. Nonostante queste difficoltà, i tecnici della 2da Escuadrilla Aeronaval de Caza y Ataque lavorarono duramente per completare autonomamente l'integrazione del sistema missilistico Exocet con l'aereo Super Étendard; il programma d'immissione in stato operativo venne facilitato dalla presenza nella marina argentina di due cacciatorpediniere di costruzione britannica Tipo 42 che permisero un proficuo addestramento all'attacco antinave con missili Exocet. Alla fine di aprile la squadriglia venne trasferita nella base aeronavale di Río Grande; durante la guerra Curilovic aveva il grado di capitán de corbeta, capitano di corvetta.

### Attacco all'Atlantic Conveyor
Il 25 maggio 1982 i radar argentini installati sulle isole Falkland individuarono a 110 miglia nord-est il porta container Atlantic Conveyor che trasportava un importante carico di elicotteri e materiali per il corpo di spedizione incaricato di riconquistare le isole; la preziosa informazione venne trasmessa alle ore 07:30 alla base aeronavale di Río Grande nella Terra del Fuoco dove vennero fatti immediati preparativi per una missione di attacco. A causa dell'indisponibilità nei tempi previsti dell'aerocisterna KC-130H necessaria per rifornire in volo gli aerei d'attacco argentini, la missione prevista a partire dalle ore 09:00, venne ritardata e Curilovic (identificativo di chiamata: "Tito") decollò con il suo Super Étendard 0753/3-A-203 alle ore 14:28.

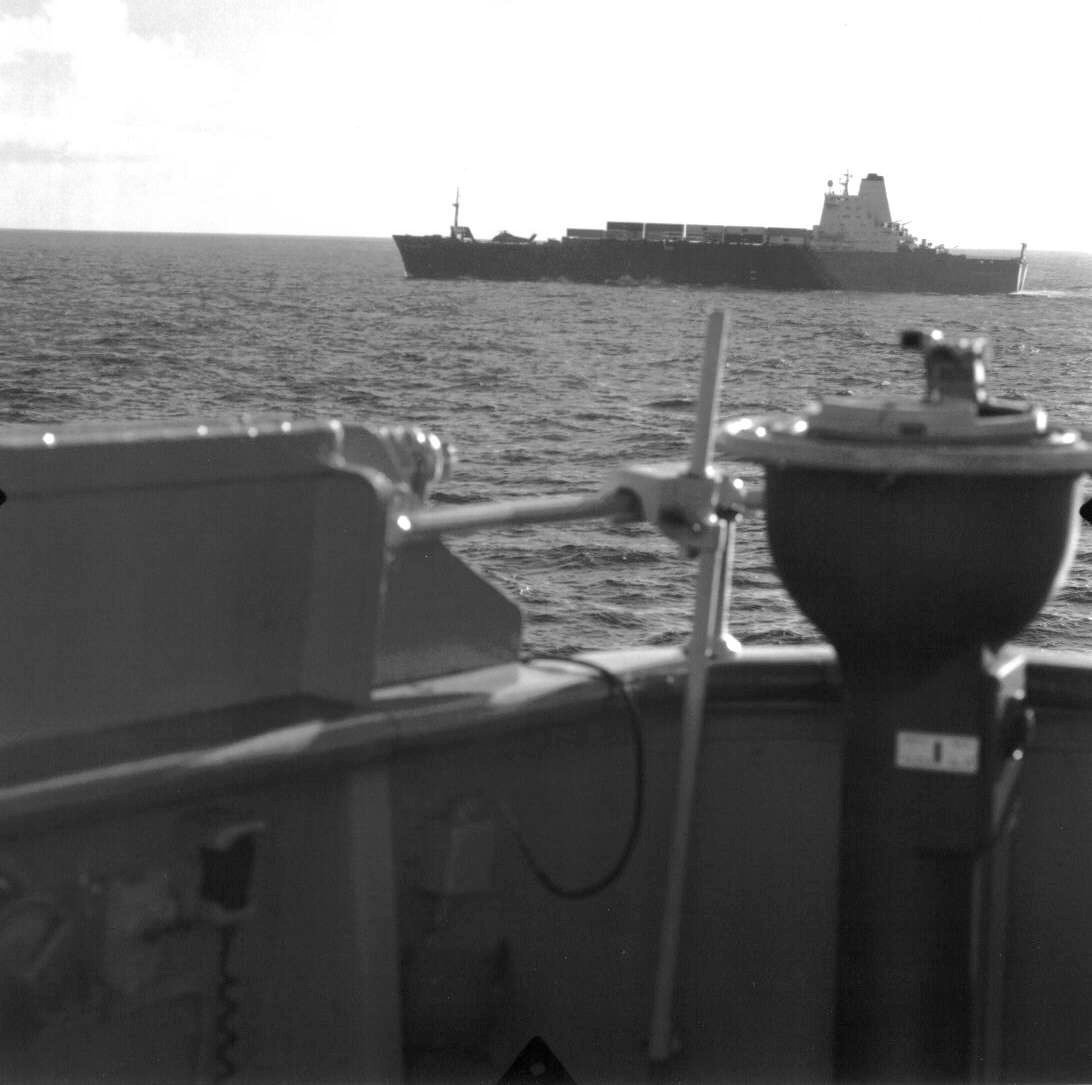
La nave Atlantic Conveyor al largo delle isole Falkland il 19 maggio 1982

Insieme a Curilovic decollò sul Super Étendard 0754/3-A-204 anche il tenente di vascello Julio Barraza (identificativo di chiamata: "Leo"); i due aerei effettuarono con successo il rifornimento in volo con il KC-130H 160 miglia a est di Puerto Deseado da dove, dopo aver lasciato l'aerocisterna, si diressero per 300 miglia verso sud-est. A 150 miglia dall'obiettivo, che i due piloti argentini avvicinarono da nord, Curilovic e Barraza scesero con i loro aerei a bassa quota, dieci metri sopra la superficie del mare, e continuarono in questo modo fino a quando non individuarono finalmente i bersagli per mezzo del radar di bordo alla distanza di 55 miglia; furono identificati tre obiettivi navali.
Curilovic e Barraza lanciarono due missili Exocet alle ore 16:32 alla distanza di 31 miglia, ed entrambi i missili colpirono la nave Atlantic Conveyor alle ore 16:35; sulla nave si sviluppò un incendio incontrollabile a causa anche della grande quantità di carburante e munizioni presenti nei depositi. Tutti i tentativi di recuperare i materiali e salvare la nave fallirono e l'Atlantic Conveyor affondò dopo tre giorni, dodici marinai britannici morirono nel disastro. La perdita della nave fu un grave colpo per il corpo di spedizione britannico; la perdita totale dei preziosi elicotteri da trasporto Boeing CH-47 Chinook presenti a bordo della nave avrebbe costretto le truppe britanniche a spostarsi a piedi nell'impervio e inospitale territorio delle isole durante tutta la campagna di riconquista.
Dopo aver lanciato i missili Exocet, Curilovic e Barraza ritornarono a Purto Deseado dopo aver completato con successo una missione di 1 620 miglia durata tre ore e cinquanta minuti. L'aviazione navale argentina dopo questo attacco rimase con un solo missile Exocet ancora disponibile; per il resto della guerra Curilovic non effettuò altre missioni operative.

### Dopo le Falkland
Roberto Curilovic ricevette nel 1984 la decorazione della Nación Argentina al Valor en Combate in 1984 per i meriti di guerra durante il conflitto; egli ha anche ricevuto nel 1987 dalla marina brasiliana la decorazione Al Mérito Naval.